# ワジ・フィラ州
ワジ・フィラ州（ワジ・フィラしゅう、Wadi Fira Region）は、チャドの州。州都はビルティン。かつてはビルティン県という名であった。

## 下位行政区画
ワジ・フィラ州はビルティン県、ダル・タマ県、コーベ県の3県からなる。

## 経済
ワジ・フィラ州の降水量は100mmから400mm程度であり、農耕可能限界に近いため、北部ではラクダ、中部以南ではウシの牧畜が中心産業であり、穀物生産は乾燥に強いトウジンビエが主となっている。

## 出身人物
- ムーサ・ファキ - 政治家